# Grown-ish
Grown-ish (stylisé grown·ish) est une série télévisée américaine en 105 épisodes de 22 minutes créée par Kenya Barris et Larry Wilmore et diffusée entre le 3 janvier 2018 et le 22 mai 2024 sur Freeform et en simultané sur ABC Spark au Canada.
C'est un spin-off de la série télévisée Black-ish, diffusée sur le réseau ABC depuis 2014.
Dans les pays francophones, elle est diffusée sur le service Disney+, via la chaîne virtuelle Star : à partir de début 2021 au Québec, depuis le 25 juin 2021 en Suisse, depuis le 14 juillet 2021 en Belgique et depuis le 28 juillet 2021 en France.

## Synopsis
Zoey Johnson est la fille aînée de sa famille. Elle est donc la première à quitter le domicile familial pour partir étudier à l'université. Là-bas, elle va commencer son voyage dans le monde des adultes et découvrir que dans la vie, les choses ne vont pas toujours dans la direction que l'on souhaite.

## Distribution
Note : Les saisons 1 à 4 se sont focalisées Zoey Johnson. La saison 5 se penche sur Andre « Junior » Johnson, le frère de Zoey qui devient alors le personnage principal de la série à la suite de l'arrêt de la série mère Black-ish.

### Acteurs principaux
- Yara Shahidi (VFB : Aaricia Dubois) : Zoey Johnson
- Trevor Jackson (VFB : Maxime Van Santfoort) : Aaron Jackson
- Diggy Simmons (VFB : Olivier Prémel) : Douglas Frederick « Doug » Edwards (récurrent saisons 1 et 2, principal depuis la saison 3)
- Marcus Scribner : Andre « Junior » Johnson (principal depuis la saison 5; invité saison 2, 3 et 4)
- Daniella Perkins (VFB : Sofia Abouatmane) : Kiela Hall (récurrente saison 4, principal depuis la saison 5)

### Anciens acteurs principaux
- Chris Parnell (VFB : Alain Eloy) : le doyen Burt Parker (saison 1)
- Deon Cole (VFB : Pierre Lognay) : le professeur Charlie Telphy (principal saisons 1 et 2, récurrent saisons 3 et 4)
- Halle Bailey (VFB : Marie Braam) : Skylar « Sky » Forster (saisons 1 à 3, récurrente saison 4)
- Luka Sabbat (VFB : Pierre Le Bec) : Luca Hall (saisons 1 à 4)
- Emily Arlook (VFB : Audrey D'Hulstère) : Nomi Segal (saisons 1 à 4, invitée saison 5)
- Francia Raisa (VFB : Claire Tefnin) : Analisa « Ana » Patricia Torres (saisons 1 à 4, invitée saison 5)
- Jordan Buhat (VFB : Brieuc Lemaire) : Vivek Shah (saisons 1 à 4, invité saison 5)
- Chloe Bailey (VFB : Nancy Philippot) : Jazlyn « Jazz » Forster[note 1] (saisons 1 à 4, invitée saison 5)

### Acteurs récurrents
- Da'Vinchi (VFB : Fabian Finkels) : Cassius « Cash » Mooney (saison 1)
- Katherine Moennig (VFB : Fanny Roy) : le professeur Paige Hewson
- Ryan Destiny : Jillian (saison 3)[4]
- Henri Esteve (en) : Javier « Javi » (saison 3)
- Andrew Liner : Rodney (saison 3)
- Raigan Harris : Rochelle (saison 3)
- Justine Skye : Annika Longstreet (saison 5 et 6)
- Tara Raani : Zaara Ali (saison 5)
- Slick Woods : Sharon "Slick" (saison 5)
- Ceyair Wright : Zeke (saison 5 et 6)
- Amelie Zilber : Lauryn (saison 5 et 6)

### Invités spéciaux
- Anthony Anderson (VFB : Sébastien Hébrant) : Andre « Dre » Johnson Sr.
- Tracee Ellis Ross (VFB : Marcha Van Boven) : Dr Rainbow « Bow » Johnson
- Laurence Fishburne (VFB : Robert Guilmard) : Earl « Pops » Johnson
- Miles Brown (en) (VFB : Arsène Van Der Bruggen) : Jack Johnson
- Marsai Martin (VFB : Noa Lecot) : Diane Johnson
- Joey Badass : lui-même
- Cate Cohen (VFB : Monia Douieb) : Maman de Nomi (saison 2, épisodes 1 & 11)
- Emil Beheshti (VFB : David Manet) : Papa de Nomi (saison 2, épisodes 1 & 11)
- Jenifer Lewis (VFB : Monique Clémont) : Ruby Johnson

### Invités
- Barrett Carnahan (VFB : Alexandre Crépet) : Big Dave (S1E04 et S1E05)
- Kenny Smith (VFB : Stanny Mannaert) : Kenny Smith lui-même (S1E04)
- Elaine Welteroth (VFB : Sophie Landresse) : elle-même (S1E08)
- Christopher Collins (VFB : Stefano Paganini) : Brandon (S2E07)
- Emma Kennedy (VFB : Laëtitia Liénart) : Emily (S2E07)

Doublage
- Studio de doublage : Iyuno Media Group (Belgique, S1), Dubbing Brothers Belgique (S2)
- Direction artistique : ? (S1), Alexis Flamant (saison 2)
- Adaptation : Armelle Guérin[note 2], Stéphanie Ponchon[note 3], Jean-Hugues Courtassol[note 4], Luc Barboulène[note 5]

Source : selon les cartons de doublage des saisons 1 et 2 apparaissant sur Disney+

## Production

### Développement
Le 19 janvier 2017, le réseau ABC annonce le développement d'un projet de spin-off de la série de Black-ish, centré sur le personnage Zoey Johnson, interprétée par Yara Shahidi. Il est annoncé que le créateur de la série mère sera chargé du projet qu'il développe avec les mêmes équipes et producteurs dont Larry Wilmore et Laurence Fishburne.
Quelques mois après, avant la diffusion de l'épisode 23 de la troisième saison de Black-ish, il est annoncé que l'épisode servira de « backdoor pilot » au projet. Puis il est dévoilé que c'est finalement la chaîne câblée Freeform, qui appartient au même groupe qu'ABC, qui diffusera la série en cas de commande et dont le titre sera College-ish.
Le 19 mai 2017, Freeform annonce la commande d'une première saison de treize épisodes pour une diffusion pour début 2018 ainsi que le changement de titre qui devient Grown-ish au début août.
Le 18 janvier 2018, la chaîne annonce le renouvellement de la série pour une deuxième de vingt épisodes après la diffusion de seulement quatre épisodes.
La production reprend en septembre 2018 à Los Angeles pour la deuxième saison, promouvant officiellement Chloe et Halle Bailey à la distribution principale.
Le 5 février 2019, la série est renouvelée pour une troisième saison. Le 7 novembre 2019, il a été annoncé que la troisième saison débutera le 16 janvier 2020 sur Freeform.
Le 17 janvier 2020, Freeform renouvelle la série pour une quatrième saison, et une cinquième saison le 7 mars 2022. Une sixième saison est annoncée le 11 janvier 2023, et deux mois plus tard, qu'il s'agira de la dernière.
Le générique Grown est interprété par Chloe x Halle 

### Attribution des rôles
Lors de l'annonce du projet, Yara Shahidi est annoncé directement à la distribution principale de la série puis le 6 avril 2017, Chris Parnell, Mallory Sparks et Trevor Jackson rejoignent la distribution de Black-ish en tant qu'invités pour jouer dans le backdoor pilot de la série.
Le 2 août 2017, il est confirmé que Chris Parnell et Trevor Jackson reprendront leurs rôles au sein de la distribution principale et Mallory Sparks est remplacée par Emily Arlook. Quelques jours après, Francia Raisa et Jordan Buhat rejoignent la distribution principale et le duo de chanteuses Chloe et Halle Bailey rejoignent la distribution récurrente.
En septembre 2017, Luka Sabbat est annoncé à la distribution récurrente. Il est suivi par Abraham D. Juste pour le rôle de Cassius Mooney.

## Épisodes
| Saison | Saison | Épisodes | Épisodes        | États-Unis      | États-Unis       |
| Saison | Saison | Épisodes | Épisodes        | Début de saison | Fin de saison    |
| ------ | ------ | -------- | --------------- | --------------- | ---------------- |
|        | 1      | 13       | 13              | 3 janvier 2018  | 28 mars 2018     |
|        | 2      | 21       | 11              | 2 janvier 2019  | 6 mars 2019      |
| 10     | 2      | 21       | 5 juin 2019     | 7 août 2019     |                  |
|        | 3      | 17       | 8               | 16 janvier 2020 | 5 mars 2020      |
| 9      | 3      | 17       | 21 janvier 2021 | 18 mars 2021    |                  |
|        | 4      | 18       | 9               | 8 juillet 2021  | 2 septembre 2021 |
| 9      | 4      | 18       | 27 janvier 2022 | 24 mars 2022    |                  |
|        | 5      | 18       | 9               | 20 juillet 2022 |                  |
|        | 5      | 18       | 9               | 18 janvier 2023 |                  |
|        | 6      | 18       | 9               | 28 juin 2023    |                  |
|        | 6      | 18       | 9               | 27 mars 2024    |                  |

### Pilote (2017)
L'épisode Premiers pas à l'université (Liberal Arts) (saison 3, épisode 23 de Black-ish) a été diffusé le 3 mai 2017 sur ABC en tant qu'épisode pilote de la série.

### Première saison (2018)
Composée de treize épisodes, elle a été diffusée du 3 janvier au 28 mars 2018.
1. Arrivée tardive (Late Registration)
2. Une routine qui tue (Bitch, Don't Kill My Vibe)
3. Si vous lisez cela, il est trop tard (If You're Reading This, It's Too Late)
4. La Star (Starboy)
5. Cash gère mon monde (C.R.E.A.M. (Cash Rules Everything Around Me))
6. Paiement Cash (Cashin' Out)
7. Dé-brise mon cœur (Unbreak My Heart)
8. Efface ta présence (Erase Your Social)
9. Qui va m'en empêcher ? (Who Gon Stop Me)
10. C'est dur, l'art de la drague (It's Hard Out Here for a Pimp)
11. À l'abri (Safe and Sound)
12. Amour groupé (Crew Love)
13. Aller-retour (Back & Forth)

### Deuxième saison (2019)
Composée de vingt épisodes, elle est diffusée en deux parties depuis le 2 janvier 2019.
1. Améliorations (Better)
2. Rien n'est plus pareil (Nothing Was the Same)
3. Nouvelles règles (New Rules)
4. Mes sentiments (In My Feelings)
5. Les Filles comme toi (Girls Like You)
6. De l'amour, rien que de l'amour (Love Galore)
7. Débat complqué (Messy)
8. Problème d'image (Workin' Me)
9. Liste des victimes (Body Count)
10. Folies de jeunesse (Wild'n Cuz I'm Young)
11. Seule face au reste du monde (Face the World)
12. Amour factice (Fake Love)
13. Remise en question (You Decide)
14. Commencer au bas de l'échelle (Can't Knock the Hustle)
15. Parlons peu, parlons bien (Tweakin)
16. Week-end entre filles… Ou presque (Self Care)
17. Strictement réservé (Strictly 4 My…)
18. À quoi ça sert d'être sympa (Nice for What)
19. Seulement humain (Only Human)
20. Mon esprit me joue des tours (Mind Playing Tricks on Me)
21. Rêves et cauchemars (Dreams and Nightmares)

### Troisième saison (2020-2021)
Elle est diffusée en deux parties, la première à partir du 16 janvier 2020 et la seconde à partir du 21 janvier 2021.
1. L'Instant crucial (Crunch Time)
2. Mince alors (Damn)
3. Amis proches (Close Friends)
4. Je pense à toi (Thinkin Bout You)
5. Le Pressentiment (Gut Feeling)
6. La Galère de la vie ('Real Life S**t)
7. Je fais de mon mieux (Doin' The Most)
8. L'Âge n'est qu'un nombre (Age Ain't Nothing But a Number)
9. Message d'intérêt public (Public Service Announcement)
10. Endroit difficile (Hard Place)
11. Alright (Alright)
12. Water on Water on Water (Water on Water on Water)
13. No Halo (No Halo)
14. Gay ou pas gay (Know Yourself)
15. Dépassée (Over My Head)
16. En amour, tout est permis (All in Love Is Fair)
17. Qui aimes-tu ? (Who Do You Love?)

### Quatrième saison (2021-2022)
Comme la précédente, cette quatrième saison est diffusée en deux parties : la première de neuf épisodes à partir du 8 juillet 2021, et la seconde à partir du 27 janvier 2022.
1. Encore ces sentiments (Ugh, those feels again)
2. Soûls d'amour (Drunk in Love)
3. Démons (Demons)
4. Leçons de père (Daddy Lessons)
5. Un garçon non armé (A BOY IS A GUN)
6. Rien ne change (Put Your Hands Where My Eyes Could See)
7. La Flamme créatrice (A Piece of Light)
8. Cancel culture (Canceled)
9. Prise de vitesse (You Beat Me to the Punch)
10. Ça a failli bien se terminer (It Was Good Until it Wasn't)
11. Droit contre éthique (Movin' Different)
12. M. Aujourd'hui et maintenant (Mr. Right Now)
13. C'est acceptable de ne pas se sentir bien (OK Not to Be OK)
14. La Révolution ne sera pas télévisée (The Revolution Will Not Be Televised)
15. Je ne peux pas te laisser partir (Can't Let You Go)
16. Vis ta vie (Live Your Life)
17. Choisir c'est renoncer (Laugh Now Cry Later)
18. De l'enfant à l'adulte (Empire State of Mind)

### Cinquième saison (2022-2023)
Elle est diffusée en deux parties, la première de neuf épisodes depuis le 20 juillet 2022, et la deuxième à partir du 18 janvier 2023.
1. C'est pour ça que tu es là (This Is What You Came For)
2. Haute société (High Society)
3. Pas de nouveaux amis (No New Friends)
4. Regarde ce que tu as provoqué (Look What U Started)
5. Tu ne me connais pas (You Don't Know Me)
6. Règles de la fraternité (Frat Rules)
7. L'Amour dans le cerveau (Love on the Brain)
8. Beau gosse certifié (Certified Lover Boy)
9. Question d'ondes (It's a Vibe)
10. Bonheur illusoire (Fool's Paradise)
11. Argent soi-disant facile (Money Trees)
12. Grosse poisse (Big Drip)
13. Addiction (Addiction)
14. Ignorance heureuse (Happy Not Knowing)
15. L'Agence tous risques (The A Team)
16. M. Morale (Mr Morale)
17. Poches percées (Cleaning Out My Closet)
18. Dernière chance (Cash in Cash Out)

### Sixième saison (2023-2024)
Cette dernière saison de 18 épisodes est diffusée en deux parties de neuf épisodes. La première depuis le 28 juin 2023, et la deuxième depuis le 27 mars 2024.
1. Shoot My Shot
2. Reachin' 2 Much
3. Ain't Nothing Like the Real Thing
4. Pretty Mess
5. Right My Wrongs
6. Savior Complex
7. Toxic
8. Family Feud
9. Let Go
10. Hussle & Motivate
11. Lost Ones
12. Get Rich or Die Tryin'
13. California Love
14. 3 Peat
15. I Wish You Roses
16. Hard Times
17. What I Want
18. Grown

## Récompenses
| Année | Récompenses           | Catégorie                                 | Nomination | Résultat   |
| ----- | --------------------- | ----------------------------------------- | --- | ---------- |
| 2018  | MTV Movie & TV Awards | Meilleure série                           | Grown-ish | Nomination |
| 2018  | Black Reel Awards     | Meilleure série comique                   | Anthony Anderson, Kenya Barris (en), Julie Bean, E. Brian Dobbins, Laurence Fishburne, Helen Sugland, Jamie Pedrosa & Tom Ragazzo | Nomination |
| 2018  | Black Reel Awards     | Meilleure actrice dans une série comique  | Yara Shahidi | Nomination |
| 2018  | Teen Choice Awards    | Choix d'une comédienne de télévision      | Yara Shahidi | Nomination |
| 2018  | Teen Choice Awards    | Choix d'une star de télévision            | Luka Sabbat | Nomination |
| 2018  | Imagen Awards         | Meilleure actrice récurrente - Télévision | Francia Raisa | Nomination |
| 2019  | NAACP Image Awards    | Meilleure série comique                   | Grown-ish | Nomination |
| 2019  | NAACP Image Awards    | Meilleure actrice dans une série comique  | Yara Shahidi | Nomination |
| 2019  | Black Reel Awards     | Meilleure série comique                   | Grown-ish | Nomination |
| 2019  | Teen Choice Awards    | Choix d'une comédienne de télévision      | Yara Shahidi | En attente |
| 2019  | Teen Choice Awards    | Choix d'une actrice de télévision d'été   | Yara Shahidi | En attente |
| 2019  | Teen Choice Awards    | Choix d'acteur de télévision d'été        | Luka Sabbat | En attente |